# Ещё одна из рода Болейн (роман)
«Ещё одна из рода Болейн» (англ. The Other Boleyn Girl) — исторический роман британской писательницы Филиппы Грегори, рассказывающий об Анне Болейн и её сестре Марии. Был впервые опубликован в 2001 году, стал литературной основой для двух экранизаций, 2003 и 2008 годов.

## Сюжет
Действие романа происходит в Англии в эпоху Генриха VIII. В 1522 году юная Мария Болейн, фрейлина королевы Екатерины Арагонской и жена Уильяма Кэри, становится любовницей короля по наущению своей алчной семьи, жаждущей новых богатств и привилегий. Очаровывать короля ей помогают старшая сестра Анна и старший брат Джордж. Мария рожает двух бастардов (дочь Кэтрин и сына Генри), а её отец получает титул виконта Рочфорда. Мария искренне влюблена в Генриха VIII, любит своих детей, с уважением относится к королеве и мало похожа на своих тщеславных родственников. Для неё титулы и богатство неважны, так как она жаждет обычного семейного счастья. 
Тем временем сестра Марии Анна, крайне честолюбивая и властная девушка, во многом противоположная сестре, не желает оставаться на вторых ролях и устраивает тайный брак с сыном графа Нортумберленда Генрихом Перси, но кардинал Уолси, которому невыгодно возвышение Болейнов, расстраивает её планы. Опозоренная Анна вынуждена оставить двор и вернуться в фамильный замок Хивер. 
Когда интерес Генриха VIII к Марии угасает, Анне удаётся влюбить в себя и короля, и весь двор. Она хочет стать не фавориткой, а королевой, и поэтому отказывает королю в близости. Генрих соглашается развестись с женой Екатериной, не сумевшей родить ему наследника, под предлогом их канонического родства (до брака с Генрихом Екатерина была замужем за его старшим братом принцем Артуром).

## Экранизации
Роман стал литературной основой для двух одноимённых фильмов — 2003 и 2008 годов.